# Венечные овсянки
Венечные овсянки (лат. Coryphospingus) — род воробьиных птиц из семейства танагровых.

## Классификация
На июнь 2017 года в род включают 2 вида:
- Coryphospingus cucullatus (Statius Müller, 1776) — Красная венечная овсянка
- Coryphospingus pileatus (Wied-Neuwied, 1821) — Серая венечная овсянка[1]